# Haßleben
Haßleben település Németországban, azon belül Türingiában. Lakosainak száma 969 fő (2023. december 31.). Haßleben Großrudestedt és Alperstedt községekkel határos.

## Népesség
A település népességének változása:
| Lakosok száma | 1037 | 975  | 975  | 983  | 969  |
|               | 2017 | 2019 | 2021 | 2022 | 2023 |